# 末野氏
末野氏（すえのし）は、日本の姓の一つ。三河国、若狭国、越後国に地名がある。
清和源氏足利氏流斯波氏の一族。斯波高経の次男・氏経が祖（「武衛系図」）。また「武衛系図」や「餘日舊記」によれば、斯波義敏の子・又三郎義延が、末野氏の跡を継いだという。

## 有名人
- 末野卓磨
- 末野雄大
- 末野栄二